# Вершинин, Андрей Николаевич
Андрей Николаевич Вершинин (11 июня 1911 — 20 июля 1941) — участник Великой Отечественной войны, военный лётчик, лейтенант.

## Биография
Родился 11 июня 1911 года в деревне Верхний Кугенер Уржумского уезда Вятской губернии Российской империи (ныне Сернурского района, Марий Эл, Россия) в семье учителя.
Окончил курсы при Сернурском педагогическом техникуме (1930), Качинскую лётную школу ([1939). Участник Советско-финской (1939—1940) и Великой Отечественной войн. Лётчик-истребитель. Летал на истребителях «И-16» и «Як-1», как в группе, так и в одиночку, — на штурмовку, разведку, патрулирование, перехват вражеских самолётов, был заместителем командира эскадрильи 158-го истребительного полка. В один из дней сбил два самолёта «Юнкерс-88», не дал врагу разбомбить мост. В воздушных боях в начале Великой Отечественной войны сбил 6 самолётов врага. При отражении воздушного налёта на г. Ленинград, на участке Красногвардейск-Сиворицы, в результате воздушного боя с самолётами противника потерпел катастрофу в районе местечка Ляды Ленинградской области, самолёт разбит, лётчик погиб. Спустя два дня после его смерти вышел Указ Президиума Верховного Совета СССР о награждении.
Погиб 20 июля 1941 года в неравном воздушном бою в Ленинградской области.
Награждён орденами Красного Знамени (1940) и Ленина (1941, посмертно).